# Salónek

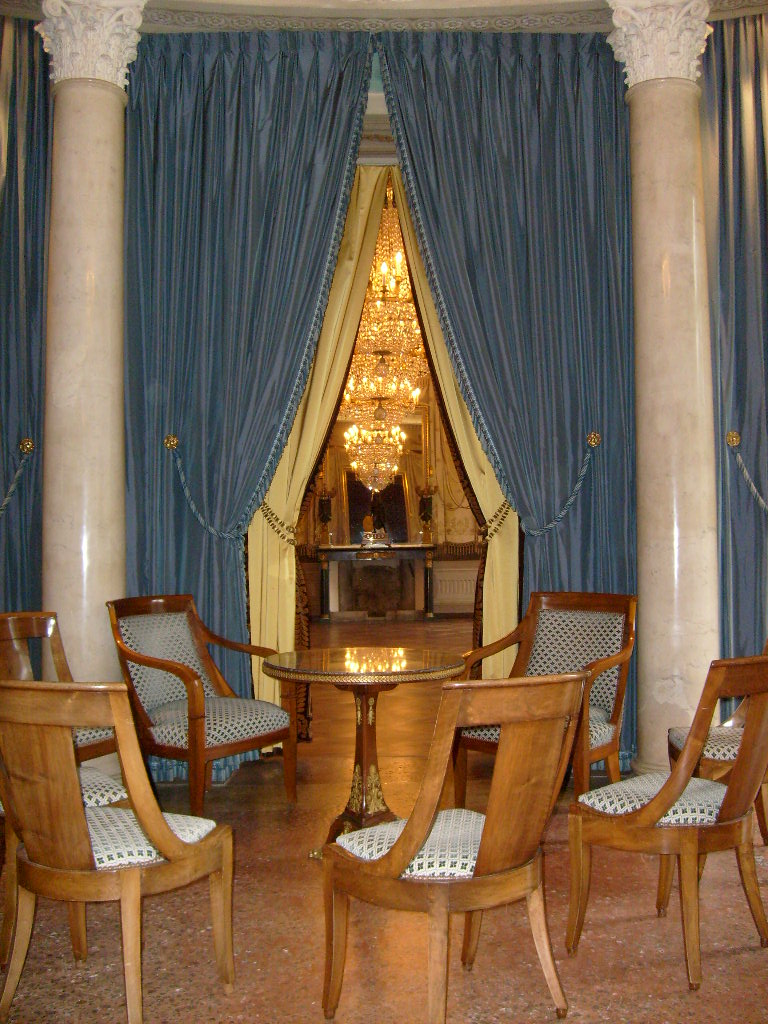
Salónek

Salónek (někdy krátce salonek) je v budovách (dnes často v restauracích) oddělený prostor, který slouží pro uzavřenou společnost. V salóncích mohou v případě potřeby probíhat i konference či jednání. Některé budovy mají salónků více a pak jsou pro jejich vzájemné odlišení označovány například podle barev (jimiž jsou jejich stěny obvykle vymalovány) či na počest význačných osobností.